# Otus scops
L'assiolo comune, o assiuolo, o chiù (Otus scops Linnaeus, 1758) è il più piccolo strigide europeo dopo la civetta nana; non raggiunge 
le dimensioni del merlo, ma lo supera in apertura alare di ben 15-20 centimetri.

## Descrizione
Lunghezza: 18–21 cm; apertura alare 47–55 cm; ala 14,4-16,2 cm; coda 6,7-7,5 cm; tarso 30 mm; becco 17–19 mm; peso 56-102 g. L'aspetto è annoverato tra gli strigiformi meglio definibili. L'impressione delle proporzioni e delle dimensioni di questa specie dipende ampiamente dalla posizione dei cornetti che gli ornitologi chiamano ciuffetti auricolari. Quando quest'ultimi sono abbassati, fanno sembrare lo strigiforme piccolo, tarchiato e con la testa grande (in questo modo potrebbe essere confuso con la civetta). Con i ciuffetti auricolari eretti sul capo (che molti confondono con le orecchie), lo strigide denota una silhouette slanciata, con la testa piccola e più grande di quello che veramente è. Rispetto alla civetta è più allungato e ha il capo più piccolo e più appiattito. L'assiolo ha un piumaggio finemente vermicolato e macchiettato di bruno grigiastro, che va dal grigio al marrone castagna sotto le ali con diverse chiazze bianche evidenti sul dorso. Queste differenze di colore hanno indotto gli ornitologi a definire questa variabilità con il termine di morfismo di colore, come accade negli allocchi. Avremo quindi assioli di tre differenti colorazioni: un morfismo rosso-brunastro, uno grigio e un altro intermedio. Gli occhi hanno un'iride di colore giallo, ma con cromatismi più intensi rispetto a quelli della civetta. Nella parte inferiore del corpo si trovano strisce nere ben visibili.

## Biologia

Un assiolo su un albero

Questo rapace vive di norma solitario, talora in piccoli gruppi. L'assiolo è un uccello attivo soprattutto di notte con un profilo di attività di due fasi. Il punto principale della sua attività raggiunge il culmine prima di mezzanotte. Tra le 0 e le 2 viene attivata perlopiù una fase di pausa. Al tramonto o poco dopo l'assiolo termina la sua fase di pausa, alle prime luci dell'alba si ritira nel suo rifugio sempre ben riparato e trascorre la giornata di solito senza particolare movimento.
Frequenti pause di pulizia interrompono questo periodo di riposo; sono stati osservati, sia pure raramente, veri e propri bagni di sole o di sabbia per il mantenimento della pulizia del piumaggio.
Il volo di perlustrazione è diretto e quasi senza rumore. Si distingue in maniera evidente da quello della civetta nana, che si svolge invece a forma di onda. In situazioni di minaccia l'assiolo assume una posizione a grande altezza, mimetizzandosi. In tale posizione resta immobile per lungo tempo, lasciando che il nemico potenziale si avvicini. Solo quando è molto vicino spicca il volo, cambiando posto e riassumendo immediatamente la postura mimetica. In mancanza di possibilità di fuga, l'assiolo mostra una varietà di atteggiamenti aggressivi, come soffiare, far battere il becco o sgranare gli occhi in modo asincrono, che possono sfociare in attacchi diretti con artigli e becco.

### Voce
Il canto dell'assiolo è inconfondibile: è un "djü" o "chiù" (che gli ha valso lo stesso nome) non particolarmente forte, quasi sempre monosillabico quasi come fosse una sonda, che spesso viene ripetuto per ore con un intervallo che va dai due ai 3,5 secondi. A volte alla nota principale viene preceduto un suono iniziale, tanto che il richiamo appare bisillabico. Il richiamo del rospo ostetrico al contrario sembra un "ü" senza modulazione e sembra più chiaro. Assomiglia vagamente allo scampanellare degli animali da gregge.
Poiché l'assiolo muove il capo durante il canto, è difficile da localizzare in base ai suoi richiami. L'attività di canto comincia poco dopo il tramonto e finisce all'alba; dopo mezzanotte l'attività di richiamo diminuisce chiaramente per una o due ore. Le femmine e i maschi cantano spesso in duetto, la femmina chiama con un'intonazione un po' più alta e un po' meno regolarmente del maschio. In caso di disturbo soprattutto vicino alle caverne si può essere colpiti con il becco, in una maniera singolare tipica dei gufidi.
Nella banca dati seguente (in lingua inglese) si possono sentire due maschi con una caratteristica vocale diversa. Il primo canto è caratterizzato da un canto mezzo vocalizzato, nel secondo questo manca. La seconda sequenza di richiamo è più tipica della forma denominata. Nello sfondo si sente in lontananza un secondo segnalatore.
- http://www.owlpages.com/species/otus/scops/sounds/Otus_scops_Adult.mp3

### Riproduzione

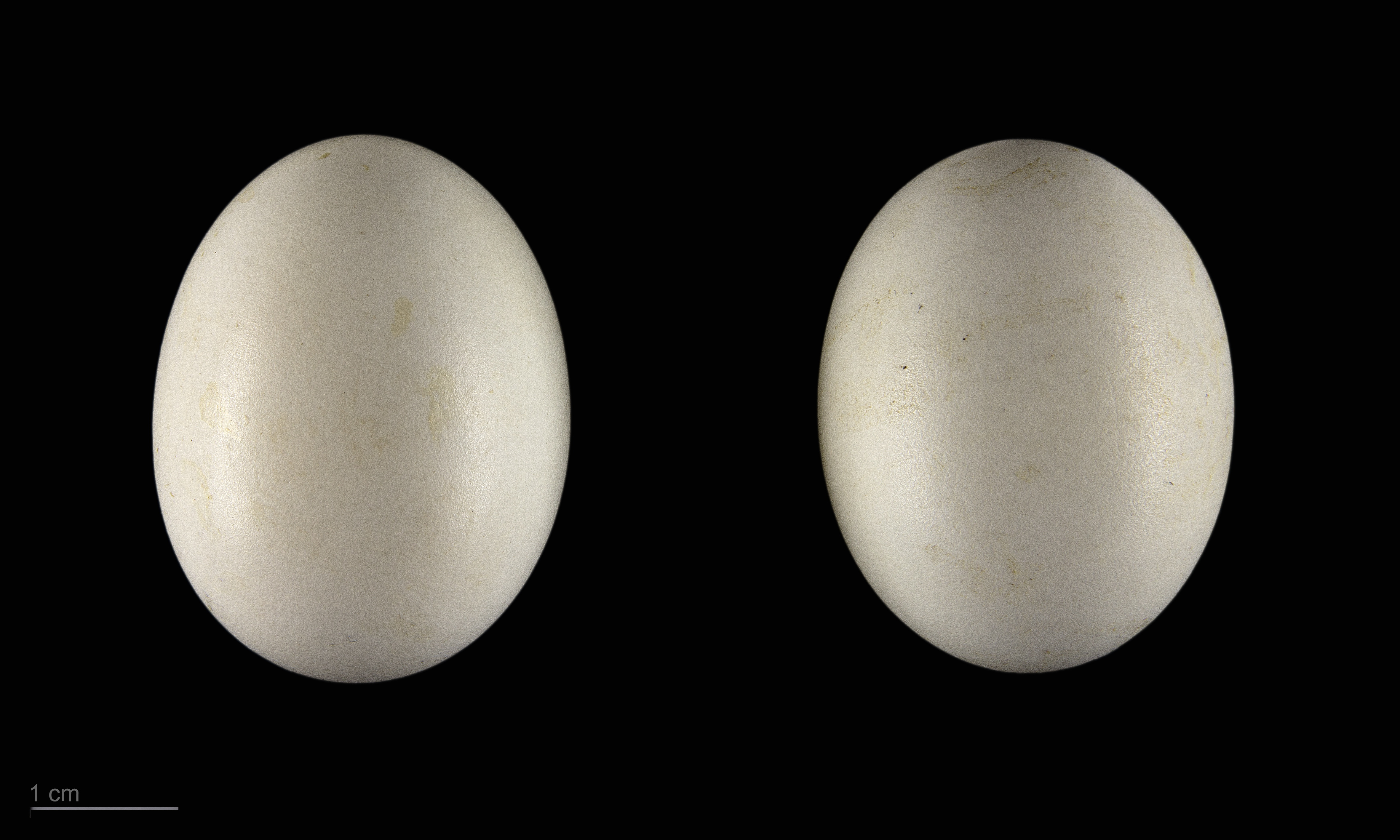
Uovo di Otus scops - Museo di Tolosa

Gli assioli seguono un matrimonio stagionale monogamo. Anche in caso di precoce perdita di partner un nuovo accoppiamento avviene solo raramente. Gli uccelli sono già maturi sessualmente all'età di 10 mesi. Poiché nidificano nelle caverne, gli assioli covano soprattutto nei buchi degli alberi, occasionalmente utilizzano anche cavità di rupi ed edifici. Raramente sono state constatate anche nidiate in vecchi nidi di gru e di gazze.
L'uovo misura 31,2x27 mm. La covata, che consiste più che altro di tre o cinque uova viene custodita solo dalla femmina. La femmina le cova per 25 giorni e dopo la schiusa i piccoli scivolano fuori dopo circa 21-22 giorni e vengono curati in genere da entrambi i genitori. Già a 40 giorni sono capaci di cacciare autonomamente delle prede, ma vengono curati dai genitori per altri 20 giorni. Dopodiché ne abbandonano il territorio.
I maschi e le femmine usano, anche durante la cura della prole, solo piuttosto raramente lo stesso albero per dormire e il contatto corporeo nella fase di calma non è stato osservato al di fuori della stagione degli accoppiamenti. Durante il periodo di cova e di nutrimento è compito soprattutto del maschio tenere d'occhio il luogo di covata. I pulcini riposano perlopiù stretti gli uni agli altri su un ramo nei pressi immediati del tronco.

### Alimentazione
L'assiolo è una specie prettamente insettivora. Le cicale, le cavallette, i grilli e i maggiolini sono fra le sue prede prevalenti. Inoltre si nutre anche di lombrichi. Tra le prede vi sono solo in misura minore uccelli e rettili, e occasionalmente caccia topi o altri piccoli mammiferi.
La preda viene adocchiata da una posizione bassa e sbattuta a terra. Solo raramente caccia durante il volo o da terra. La tecnica di cattura dei piccoli uccelli si basa sul "magnetismo" (prevalentemente gli occhi) con il quale l'uccello stando fermo induce piccoli uccelli ad avvicinarsi. È l'identico fenomeno con il quale anche le civette o i gufi venivano usati per la caccia alle allodole. Il fenomeno è valido anche per i nidiacei appena usciti dal nido.

### Spostamenti
Nella maggior parte del suo territorio di espansione l'assiolo è un uccello migratore con territori di svernamento nelle savane boschive o arbustive a sud del Sahara. La migrazione comincia dalla metà di agosto con gli uccelli più giovani e si conclude a fine settembre.
Popolazioni meno consistenti in Spagna meridionale, Italia meridionale e Grecia meridionale svernano nel territorio di cova. La sottospecie cyprius sembra essere interamente un uccello stanziale. Dai territori di svernamento gli assioli tornano non prima della fine di marzo nei loro territori di cova, perlopiù tuttavia nella seconda metà di aprile. Anche le sottospecie extra-europee sono in maggioranza migratori a lungo raggio con territori di svernamento in Africa orientale. Il volo assomiglia in particolare a quello dei gufi. Negli ultimi anni alcuni studi hanno evidenziato che in Italia alcuni individui di assiolo, preferiscono svernare nelle nostre regioni meridionali e insulari (Sardegna e Sicilia) evitando i pericoli della migrazione. Questo è possibile in virtù del cambiamento climatico globale che ha reso gli inverni meno rigidi.

## Distribuzione e habitat
I punti principali dell'espansione dell'assiolo sono lungo il Mar Mediterraneo con concentrazioni in Spagna, Croazia e in Turchia. Diffusa a macchia di leopardo è anche la popolazione in Francia e Italia. Anche in Africa del Nord lo si può trovare a macchia di leopardo, in Libia ed Egitto manca completamente. In Europa centrale le sue popolazioni raggiungono il confine settentrionale, la popolazione è perciò rada nell'insediamento. In Svizzera la popolazione, un tempo piuttosto diffusa, è ora quasi completamente scomparsa dalla zona del Lago Lemano e dal Vallese centrale. Lo stesso dicasi della specie in Austria, dove popola soltanto alcuni ambienti di bacino nella Stiria meridionale e in Carinzia meridionale. In Germania ogni anno se ne osservano nei periodi di cova (soprattutto in Baviera), ma finora non è stata provata alcuna covata.
L'assiolo è una specie termofila che predilige ambienti aperti, talvolta anche aridi. Uliveti, foreste di pini, piccole radure di frassini, boschi, campagne alberate, parchi e giardini, in pianura e in montagna sino al limite del castagno, anche presso le abitazioni umane, ma anche cimiteri e in parte parcheggi sono habitat adatti. Nel territorio di espansione settentrionale si trova soprattutto nei declivi meridionali esposti al caldo o in climi di coltivazione vinicola. Non occupa, al contrario, foreste chiuse. Nei sei mesi dell'inverno europeo si trattiene nelle savane africane. Di giorno si riposa, celandosi tra le fronde degli alberi.

### Tendenze della popolazione in Europa centrale
L'Europa centrale si trova al margine settentrionale dell'ampio territorio di espansione di questa specie, per cui le popolazioni sono da sempre limitate in posizioni più vantaggiose perlopiù poste a sud. I territori di cova più a nord si trovavano in Alsazia, ma dal 1986 questi luoghi non sono più stati visitati. Tuttavia ogni anno (evidentemente per prolungamento della migrazione) si trovano voli occasionali anche nel cuore dell'Europa centrale, tanto che a volte non sono da escludersi covate anche nella valle del Reno e nei Land tedeschi meridionali.
Come tutti i termofili, le specie insettivore sono crollate drasticamente dagli anni '60. Come cause sono state addotte la distruzione dello spazio vitale e la mancanza di prede sicuramente, almeno in parte, derivante dalla massiccia introduzione di biocidi occorsa da quegli anni in poi. Vi si aggiunge anche la persecuzione e alte perdite a causa di impatto col traffico stradale. Anche il continuo peggioramento delle condizioni di vita nei terreni di svernamento contribuiscono alla diminuzione della popolazione di questa specie. Solo la popolazione dell'Ungheria mostra al momento una tendenza stabile, forse addirittura positiva. La popolazione totale di questa specie di gufi in Europa centrale non supera al momento 500 coppie.
Questa specie, molto utile all'agricoltura, è tra le specie protette ai sensi della legge 157/92

## Nella cultura
- L'assiuolo è il titolo di una poesia di Giovanni Pascoli, nella quale viene riportato, a fine di ogni strofa e come verso a sé stante, il tipico richiamo chiù.
- Anche Luigi Pirandello ha scritto una poesia dedicata all'Assiolo intitolata Chiù, il termine onomatopeico che evoca il canto di questo rapace. La poesia Chiù fu pubblicata nell'ottobre 1901 sulla Rivista d'Italia.
- La terza delle Impressioni dal vero (1910) del compositore Gian Francesco Malipiero è dedicata all'assiolo.